# Malcolm McDowell
Malcolm John Taylor, més conegut com a Malcolm McDowell, (Leeds, 13 de juny de 1943) és un actor anglès. El seu paper més important va ser el de Alex DeLarge a La taronja mecànica, el 1971, sota la direcció de Stanley Kubrick. D'entre les decenes de pel·lícules que ha protagonitzat, també cal mencionar Calígula (1979), així com la seva participació en sèries televisives com Star Trek VII i Herois, on va fer el personatge de Linderman.

## Biografia
Va començar la seva vida professional servint begudes en el pub dels seus pares, i després com a venedor de cafè (aquest últim treball va servir d'inspiració per a la pel·lícula O Lucky Man!). Les classes d'actuació constituïen un refugi per a la seva humil condició, fins que finalment va aconseguir treball estable com a extra en la Royal Shakespeare Company.
Va debutar en la pantalla gran en la pel·lícula Poor Cow (1967), seguit per The Raging Moon (1970), Figures in a Landscape (1970) i If...  (1968) del director britànic Lindsay Anderson. Les seves actuacions van cridar l'atenció de Stanley Kubrick, que el va triar com el protagonista de la seva pel·lícula La taronja mecànica, que va tenir gran repercussió internacional. Malgrat guanyar-se l'aclamació (va ser postulat com a millor actor pel Cercle de crítics de cinema de Nova York) pel seu paper com el líder d'una quadrilla de vàndals amb un final de crítica cap a la societat, McDowell va crear una caracterització tan inoblidable, que el públic va trigar llarg temps a separar l'actor del personatge.
Va tornar a treballar amb Lindsay Anderson en O Lucky Man! (1973) i Britannia Hospital (1982), i va protagonitzar Royal Flash (1975). Va figurar també amb regularitat en produccions de la televisió britànica a principis de la dècada de 1970, en adaptacions de clàssics teatrals. va coprotagonitzar El viatge dels condemnats (1976), i va debutar a Hollywood com a H.G. Wells en la pel·lícula Time After Time (1979). En aquesta popular pel·lícula va conèixer a Mary Steenburgen, amb qui es va casar el 1980, i de qui es va divorciar deu anys després, el 1990.
Va realitzar papers de dolent a finals de la dècada de 1970 i durant la dècada de 1980, encara que cap d'ells tan notori com el del personatge principal en la controvertida pel·lícula Calígula (1979). També va col·laborar en la pel·lícula d'acció El tro blau (1983) com a F.I. Cochrane, i en el remake de 1982, de La dona pantera.
També és conegut al món de Star Trek com "l'home que va matar el Capità James T. Kirk" en la pel·lícula Star Trek: Deep Space Nine, en la qual va fer el paper del científic boig Dr. Tolian Soran. Ell també és oncle en la vida real d'Alexander Siddig, membre del repartiment de Star Trek.
McDowell va fer de si mateix en la pel·lícula de Robert Altman El joc de Hollywood, fent un cameo en el qual renya al protagonista Griffin Mill (Tim Robbins) per parlar malament d'ell a la seva esquena.
També va tenir un paper en els videojocs Wing Commander III i Wing Commander IV com l'almirall Geoffrey Tolwyn, co-protagonitzant amb Mark Hamill.
Va aparèixer en la comèdia Pearl, amb Rhea Perlman, i en la pel·lícula Tank Girl (1995). També va fer el paper de Mr. Roarke (anteriorment fet per Ricardo Montalbán) en el remake de Fantasy Island.
El 2005, va posar la seva veu a l'àlbum Back Against the Wall, gravat per diversos artistes, com a tribut a l'àlbum The Wall, del grup britànic Pink Floyd.
El 2006 va ser convidat especial en Law & Order: Criminal Intent  com el magnat de la ràdio Jonas Slaughter, que admet haver matat un dels seus fills i manipula l'altre per confessar mentre mor, i així salvar la seva vida. També va aparèixer en la telesèrie Monk, com un dissenyador de moda arrogant que assassina a sang freda.
El 2007 va interpretar al mafiós i filantrop Linderman en la sèrie de televisió Herois.
El 2009 surt en el video de Slipknot Snuff
El 2010 i, de nou el 2012, va participar en la sèrie The Mentalist  interpretant al carismàtic alhora que sinistre pastor Bret Stiles.
També va participar en la pel·lícula muda The Artist (Michel Hazanavicius, 2011).
Entre 2011 i 2012 va caracteritzar a Stanton Infeld en la sèrie Franklin & Bash, un multimilionari advocat que contracta als protagonistes perquè treballin en el seu despatx multinacional. En aquest paper no es recorre tant a la seva habilitat per interpretar personatges sinistres, si bé ho substitueix per l'obsessió per la cultura oriental i una parsimònia que no encaixa amb un despatx d'advocats "taurons".
El 2014 va col·laborar amb el productor i DJ israelià Borgore posant veu al tema #NEWGOREORDER, el qual fa una crítica a la societat i proposa un món més perfecte.
A més, va participar en la pel·lícula Silent Hill: Revelation, com a Leonard Wolf, així com en la quarta temporada de la sèrie còmica nord-americana Community.

## Vida privada
Va estar casat amb l'actriu Margot Bennett de 1975 a 1980.
Després es va casar amb l'actriu Mary Steenburgen, a qui va conèixer mentre filmava Time After Time, i van tenir dos fills: Lily Amanda, nascuda el 21 de gener de 1981 i Charles Malcolm Mcdowell, nascut el 10 de juliol de 1983. Es van divorciar el 1990.
Des de 1991 està casat amb Kelley Kuhr, amb qui té tres fills: Beckett Taylor McDowell (nascut el 29 de gener de 2004), Finnian Anderson McDowell (nascut el 23 de desembre de 2006) i Seamus Hudson McDowell (nascut el 7 de gener de 2009).
Resideix a Ojai (Califòrnia).
És l'oncle matern de l'actor Alexander Siddig, que va aparèixer en Star Trek: Deep Space Nine, El regne del cel, Syriana i 24. Ell i el seu nebot van aparèixer en la pel·lícula Doomsday del director Neil Marshall.

## Filmografia, veus i TV
Les seves pel·lícules més destacades són:
- if.... (1968)
- Figures in a Landscape (1970)
- The Raging Moon (1971)
- A Clockwork Orange (1971)
- O Lucky Man!- també guió (1973)
- Royal Flash (1975)
- Voyage of the Damned (1976)
- Aces High (1976)
- The Collection (1976)
- Caligula (1979)
- Pas perillós (The Passage) (1979)
- Time After Time (1979)
- Look Back in Anger (1980)
- Hospital Britannia (Britannia Hospital) (1982)
- Cat People (1982)
- El tro blau (Blue Thunder) (1983)
- Retorn a Cross Creek (Cross Creek) (1983)
- Faerie Tale Theatre's Little Red Riding Hood (TV, 1983)
- Get Crazy (1983)
- The Compleat Beatles (1984)
- Merlí i Excalibur (Merlin and the Sword) (TV, 1985)
- Gulag (TV, 1985)
- The Caller (1987)
- Buy & Cell (1987)
- Sunset (1988)
- Mortacci (1989)
- II Maestro (1989)
- Jezebel's Kiss (1990)
- Schweitzer (1990)
- Curs del '99 (Class of 1999) (1990)
- Estació lunar 44 (Moon 44) (1990)
- Disturbed (1990)
- The Assassin of the Tsar (1991)
- El joc de Hollywood (1992)
- Chain of Desire (1992)
- Vent d'est (1993)
- Happily Ever After (veu, 1993)
- Night Train to Venice (1993)
- Bopha! (1993)
- Wing Commander III: Heart of the Tiger (videojoc, 1994)
- The Man Who Wouldn't Die (TV, 1994)
- Cyborg 3: The Recycler (1994)
- Star Trek Generations (1994)
- In The Eye of the Snake (1994)
- Dangerous Indescretion (1994)
- Milk Money (1994)
- Exquisite Tenderness (1995)
- La noia del tanc (Tank Girl) (1995)
- Fist of the North Star (1995)
- The Great War and the Shaping of the 20th Century (TV, veu, 1996)
- Ringer (1996)
- Wing Commander IV: The Price of Freedom (videojoc, 1996)
- Our Friends in the North (TV, 1996)
- The Little Riders (TV, 1996)
- Where Truth Lies (1996)
- Wing Commander Academy (TV, veu, 1996)
- Pearl (TV, 1996–1997)
- Kids of the Round Table (1995)
- Asylum (1997)
- 2103: The Deadly Wake (1997)
- Hugo Pool (1997)
- Mr. Magoo (1997)
- Lexx (TV, episodi Giga Shadow, 1997)
- Fantasy Island (TV, 1998–1999)
- The Fairy King of Ar (1998)
- The Gardener (1998, també coneguda com a Garden of Evil i com a Silent Screams)
- Fatal Pursuit (1998)
- The First 9½ Weeks (1998)
- Can of Worms (TV, veu, 1999)
- Southern Cross (1999)
- Love Lies Bleeding (1999)
- My Life So Far (1999)
- Y2K (1999, també coneguda com a Terminal Countdown)
- The David Cassidy Story (TV, 2000)
- Gangster No. 1 (2000)
- Island of the Dead (2000)
- St. Patrick: The Irish Legend (TV, 2000)
- South Park (episodi Pip (South Park), TV, 2000)
- The Barber (2001, també coneguda com Le Barbier)
- Pact with the Devil (2001)
- Stanley Kubrick: A Life in Pictures (2001)
- Dos penjats a Chicago (Just Visiting) (2001)
- Princess of Thieves (TV, 2001)
- The Void (2001)
- Firestarter 2: Rekindled (TV, 2002)
- Soc espia (I Spy) (2002)
- Between Strangers (2002)
- Shadow Realm (TV, 2002)
- Superman: Shadow of Apokolips (videojoc, veu, 2002)
- Tempo (2003)
- La companyia (2003)
- Inhabited (2003)
- I'll Sleep When I'm Dead (2003)
- Hidalgo (2004)
- Evilenko (2004)
- Bobby Jones: A Stroke of Genius (2004)
- Tempesta (2004)
- Pinotxo 3000 (Pinocchio 3000) (veu, 2004)
- Chalkzone (TV, veu, 2004)
- In Good Company (2004)
- Rag Tale (2005)
- Dinotopia: Quest for the Ruby Sunstone (veu, 2005)
- Mirror Wars (2005)
- The Grim Adventures of Billy & Mandy (TV, veu, 2005)
- Cut Off (2006)
- Bye Bye Benjamin (2006)
- Spooks (TV, 2006)
- Monk (TV, 2006)
- The Curse of King Tut's Tomb (TV, 2006)
- Entourage (TV, 2005–2006, 2009)
- The List (2007)
- Exitz (2007)
- Robot Chicken: Star Wars (TV, 2007)
- Halloween (2007)
- Herois (TV, 2007, 2008)
- War & Peace (TV, 2007)
- Metalocalypse (TV, veu, 2007–Present)
- Phineas and Ferb (TV, veu, 2007–2009)
- Red Roses and Petrol (2008)
- Doomsday: El dia del judici (2008)
- Delgo (veu, 2008)
- Coco Chanel (TV, 2008)
- Fallout 3 (videojoc, veu, 2008)
- Bolt (veu, 2008)
- The Evening Journey (2008)
- Blue Gold: World Water Wars (2008)
- Bolt (videojoc, veu, 2009)
- Super Rhino (paper curt, veu, 2009)
- Command & Conquer: Red Alert 3 – Uprising (videojoc, 2009)
- Halloween II (2009)
- Suck (2009)
- Wet (videojoc, 2009)
- Snuff (Music video by Slipknot 2009)
- El llibre d'Eli (2010)
- CSI: Miami (TV series, 2010)
- Barry Munday (2010)
- Pound of Flesh (2010)
- Golf in the Kingdom (2010)
- Easy A (2010)
- Santiago Files (narrador, 2010)
- God of War 3 (videojoc, 2010)
- The Mentalist (TV series, 2010)
- Franklin & Bash (TV series)
- Castlevania (2021)